# Езофагектомија
Езофагектомија  је операција којом се уклања део или цео једњак (езофагус, цевасти орган који транспортује храну из грла у желудац). Постоје две методе езофагектомије, отворена (ОЕ) и минимално инвазивна езофагектомија (МИЕ). И док је отворена езофагектомија повезана са значајним морбидитетом и морталитетом, минимално инвазивна езофагектомија  смањује компликације код ресектабилног карцинома једњака и других болести једњака. 
Након што се једном од напред наведених метода уклони, једњак он се реконструише из дела  желуца или дела дебелог црева, и пољашњим крајем спаја са стомом (отвором) на трбуху.  
Езофагектомија се најчешће примењује за  лечење рака једњака или других патологија једњака (нпр. траума једњака, Беретовог једњака, ахалазије) када је онемогућен транспорт хране кроз једњак.

## Врсте
Езофагектомија је хируршка процедура која секористи за уклањање целог или дела  једњака, што зависи од стадијума болести, јер у неким случајевима може бити потребно уклонити и мали део желуца.
У односу на приступ једњаку операција се може извести на два различита начина, односно као езофагектомија кроз грудни кош или езофагектомија кроз трбух (абдомен). Оба приступа се такође могу извести конвенционално (отвореном методом) под директом контролом ока хирурга или минимално инвазивном техником (лапароскопском или роботском методом) у којој хирург убацује камеру кроз један од малих резова како би прегледао и надгледао захваћено подручје.

### Трансдијафрагматична (трансхиатална) езофагектомија
Ова техника се широко користи, посебно код пацијената са аденокарциномом езофагогастричног споја.

### Трансторакална есопхагектомија
Ова техника се највише користи код карцинома сквамозних ћелија са лимфаденектомијом грудног коша.
Важно је напоменути да, иако су обе технике (трансхиатална или трансторакална) ефикасне, у  видеолапароскопија или роботике, имају већу предност за пацијента, зато што су мање инвазивна техника и постоперативни ожиљци су мањи.

## Метода
Езофагектомију најчешће изводи грудни (торакални) хирург, користећи рез од приближно четири центиметра направљен на врату и рез од осам центиметара направљен у стомаку изнад пупка Ови резови су оријентирни и стварни резови могу бити мањи или већи у зависности од облика тела појединца.(пупка). Током поступка, пацијент спава јер је под општом анестезијом.  
Након што се стомак пажљиво сецира у нормалном положају, многе желудачне артерије (крвни судови који преносе кисеоник и хранљиве материје до тела) су очувани. Затим се једњак пажљиво сецира и у потпуности вади из тела. Док стварна дужина уклоњеног једњака зависи од рака, оставља се мала дужина једњака у врату, водећи рачуна да има довољно простора између рака уклоњеног и једњака остављеног у телу како би се спречило повратак рака.  
Затим се желудац реконструише у облик цеви и извлачи кроз грудни кош и причвршћује се за проксимални једњак да би се формирао нови једњак.
Постоперативни ток
Пацијенти неће јести на уста недељу дана након операције. Мала цев за храњење се поставља у танко црево како би пацијент могао да настави да добија  исхрану недељу дана након операције. Одговарајућа исхрана је неопходна у процесу лечења тела.
Након операције, пацијент ће имати назогастричну сонду - шупљу цев која улази у нос и спушта се кроз нови "једњак". Ова цев омогућава желуцу и једњаку да зарасту након операције и формирају нови једњак за гутање хране. Генерално, сонда ће остати у телу недељу дана. Након тог времена, пацијенту ће бити уклоњена назогастрична сонда и он ће започети пуну течну исхрану две недеље.
Након двонедељног периода, пацијент ће имати меку модификовану исхрану нардних три до шест месеци.
Генерално, пацијенти могу очекивати да ће остати у болници отприлике седам дана након езофагектомије. Током овог периода, радићете са својим тимом за торакалну хирургију, физиотерапеутом, респираторним терапеутом, медицинским сестрама и регистрованим дијететичаром како би медицински радници утврдили да је пацијент оптимизовао своју негу и да су сигурни да је он спреман за одлазак кући.

## Компликације
Као и друге врсте операција, езофагектомија је такође сложена процедура, која зависи од искуства хирурга и опремљености центра великог обима где се ове операције изводе, може изазвати неке компликације, као што су:
- компликације на плућима,

- вокалне промене;

- крварење,

- бол;

- мучнина.

Ови ризици се могу смањити ако пацијент поштује медицинске препоруке пре и после операције.